# Villefranche-sur-Saône
Villefranche-sur-Saône är en kommun i departementet Rhône i regionen Auvergne-Rhône-Alpes i östra Frankrike. Kommunen ligger i kantonen Villefranche-sur-Saône som tillhör arrondissementet Villefranche-sur-Saône. År 2022 hade Villefranche-sur-Saône 36 224 invånare.
Konståkerskan Pernelle Carron föddes i Villefrance-sur-Saône.

## Befolkningsutveckling
Antalet invånare i kommunen Villefranche-sur-Saône
| Referens: INSEE |